# Cantone di Vaison-la-Romaine
Il Cantone di Vaison-la-Romaine è una divisione amministrativa dell'arrondissement di Carpentras.
A seguito della riforma complessiva dei cantoni del 2014 è passato da 13 a 29 comuni.

## Composizione
Prima della riforma del 2014 comprendeva i comuni di:
- Buisson
- Cairanne
- Crestet
- Faucon
- Puyméras
- Rasteau
- Roaix
- Saint-Marcellin-lès-Vaison
- Saint-Romain-en-Viennois
- Saint-Roman-de-Malegarde
- Séguret
- Vaison-la-Romaine
- Villedieu

Dal 2015 comprende i comuni di:
- Le Barroux
- Beaumont-du-Ventoux
- Brantes
- Buisson
- Cairanne
- Camaret-sur-Aigues
- Crestet
- Entrechaux
- Faucon
- Gigondas
- Lafare
- Malaucène
- Puyméras
- Rasteau
- Roaix
- La Roque-Alric
- Sablet
- Saint-Léger-du-Ventoux
- Saint-Marcellin-lès-Vaison
- Saint-Romain-en-Viennois
- Saint-Roman-de-Malegarde
- Savoillan
- Séguret
- Suzette
- Travaillan
- Vacqueyras
- Vaison-la-Romaine
- Villedieu
- Violès